# Haploidía

Las células Diploides tienen dos copias homólogas de cada cromosoma.

La haploidía es un estado de la célula en el cual su núcleo no contiene dotación cromosómica doble, es decir, tiene sólo un juego de cromosomas. En animales se da solamente en las células sexuales y es resultado de la meiosis. Cuando se fusionan dos gametos se restablece la diploidía.
Los gametos, espermatozoide y óvulo, sólo tienen un único juego de cromosomas y se dice que son haploides: tienen exactamente la mitad de cromosomas que las células somáticas de esa misma especie. Cuando el óvulo es fecundado por el espermatozoide, se unen las dos series haploides de cromosomas (una del padre y otra de la madre) y se restaura el número Diploide que dará origen al embrión.